# آتش‌نشانی بالگردی

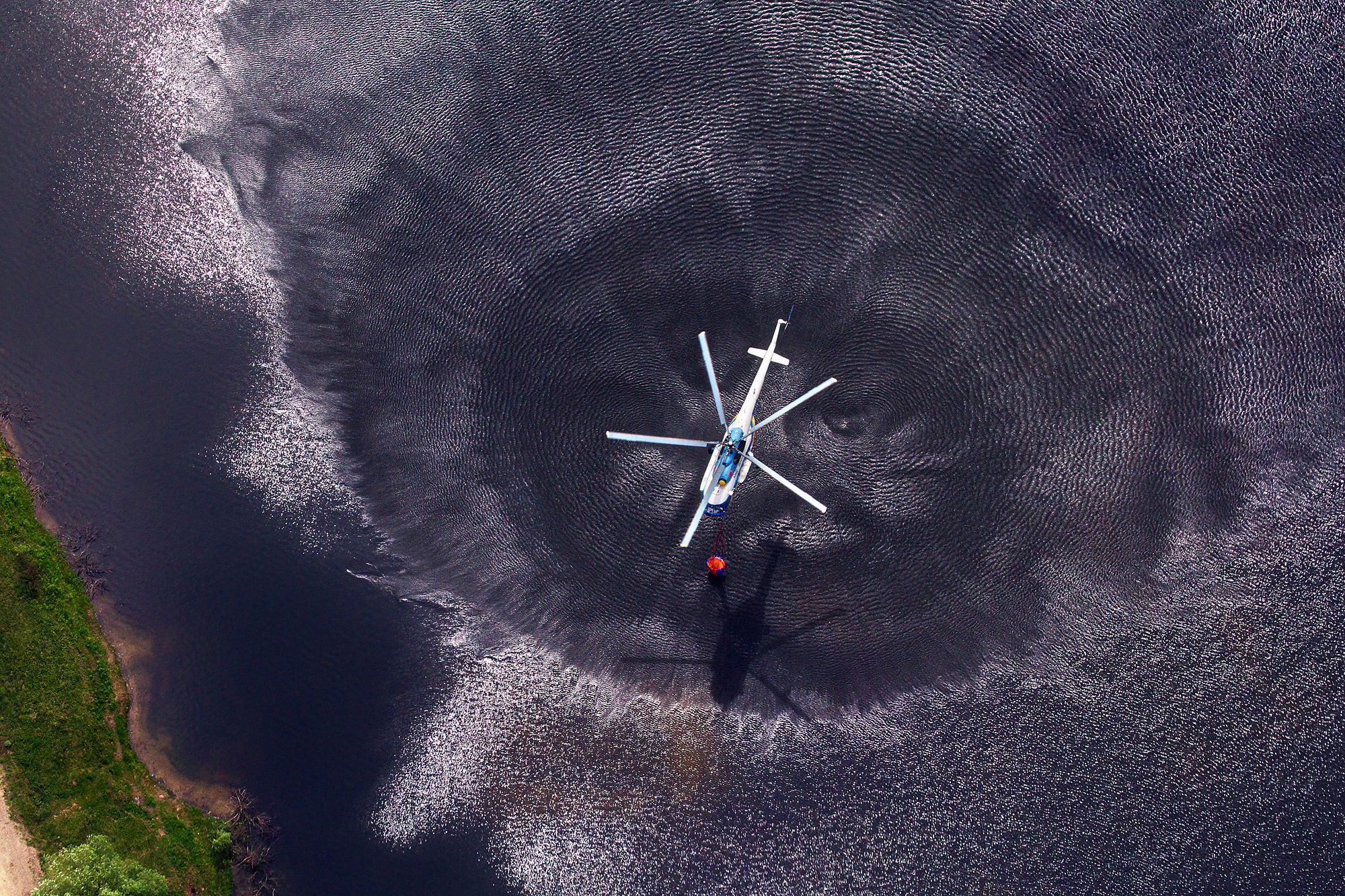

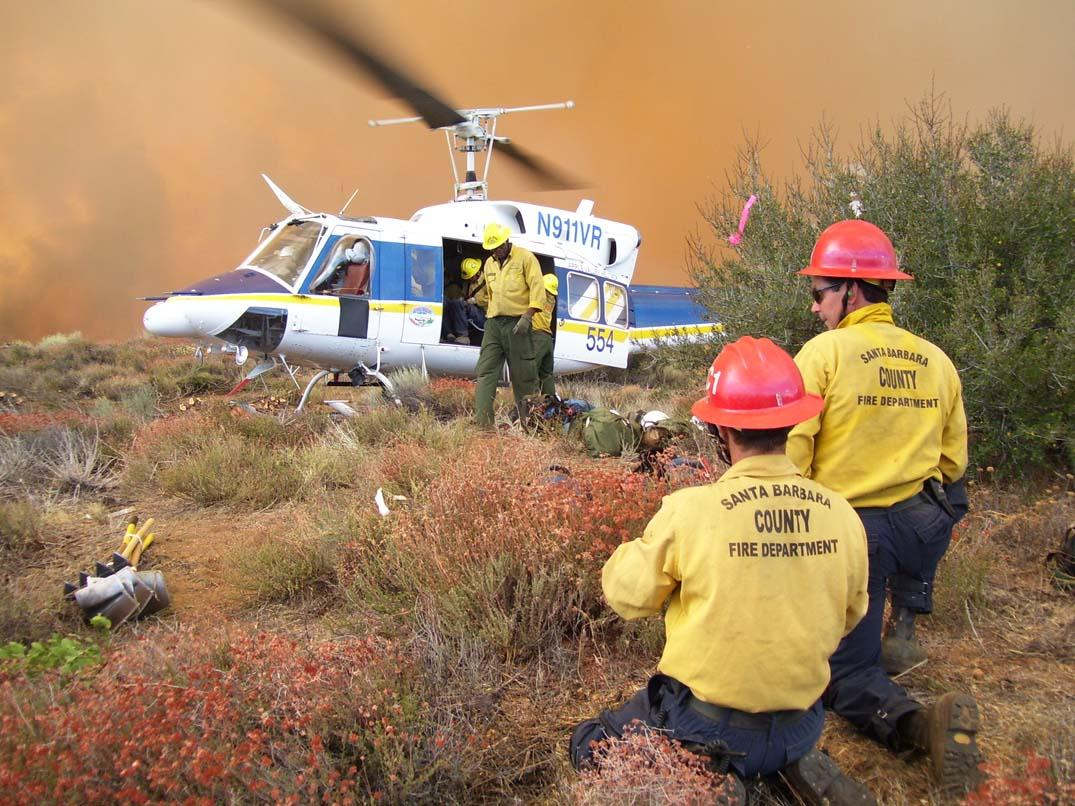

آتش‌نشانی بالگردی (به انگلیسی: Helitack) به عملیاتی گفته می‌شود که بالگردها، آتش‌نشانان را به منطقهٔ آتش‌گرفته از جنگل منتقل می‌کنند. آتش‌نشانی بالگردی برای نخستین بار در سال ۱۹۵۶ در لس‌آنجلس مشاهده شد.
برای این منظور، بخش بالگردهای آتشنشانی ناحیه، باید دارای یک پایگاه، تعدادی آشیانه و بالگردنشین باشند تا تجهیزات و نیازهای آتش نشانان در انبارهای این پایگاه وجود داشته باشد. همچنین پایگاه باید دارای پمپ سوخت، خوابگاه، فضای باز و انبار نیز باشد تا عملیاتهای نجات و آتش‌نشانی با کمترین هزینهٔ ممکن انجام شود. درصورتی که امکانات در یک نقطه جمع نگردند، هزینهٔ عملیات بسیار بیشتر از حد معمول خواهد شد. آتش‌نشانان باید قبل از فرستاده شدن به چنین مأموریتی به خوبی آزمایش شوند و گواهی لازم برای هوابرد را دریافت نمایند تا اثبات شوند از روحیه مناسبی برای چنین مأموریتهایی برخوردارند.

## پیشینه
در سال ۱۹۴۷ میلادی و در جریان آتش‌سوزی‌های کالیفرنیا، اداره آتش‌نشانی این ایالت تلاش بسیار زیادی کرد تا جلوی گسترش آتش را بگیرد و اثبات شد که سرعت انتقال آتش‌نشانان به منطقهٔ آتش‌گرفته کافی نیست. سال ۱۹۴۷ نخستین سالی بود که بالگرد بل ۴۷ به بازار عرضه شده بود و هنوز در اختیار اداره آتش‌نشانی قرار نداشت و پس از تأمین ارتش و پلیس و نیروهای امنیتی آمریکا، در سال ۱۹۵۶ میلادی به ناوگان کالیفرنیا افزوده شد.

## خطرات
از آنجایی که بالگردها توانایی گذر از آتش را دارند ممکن است آتش‌نشانان را در منطقهٔ محاصره‌شده در آتش پیاده کنند که در این صورت آتش‌نشانان در خطر مرگ قرار خواهند داشت.

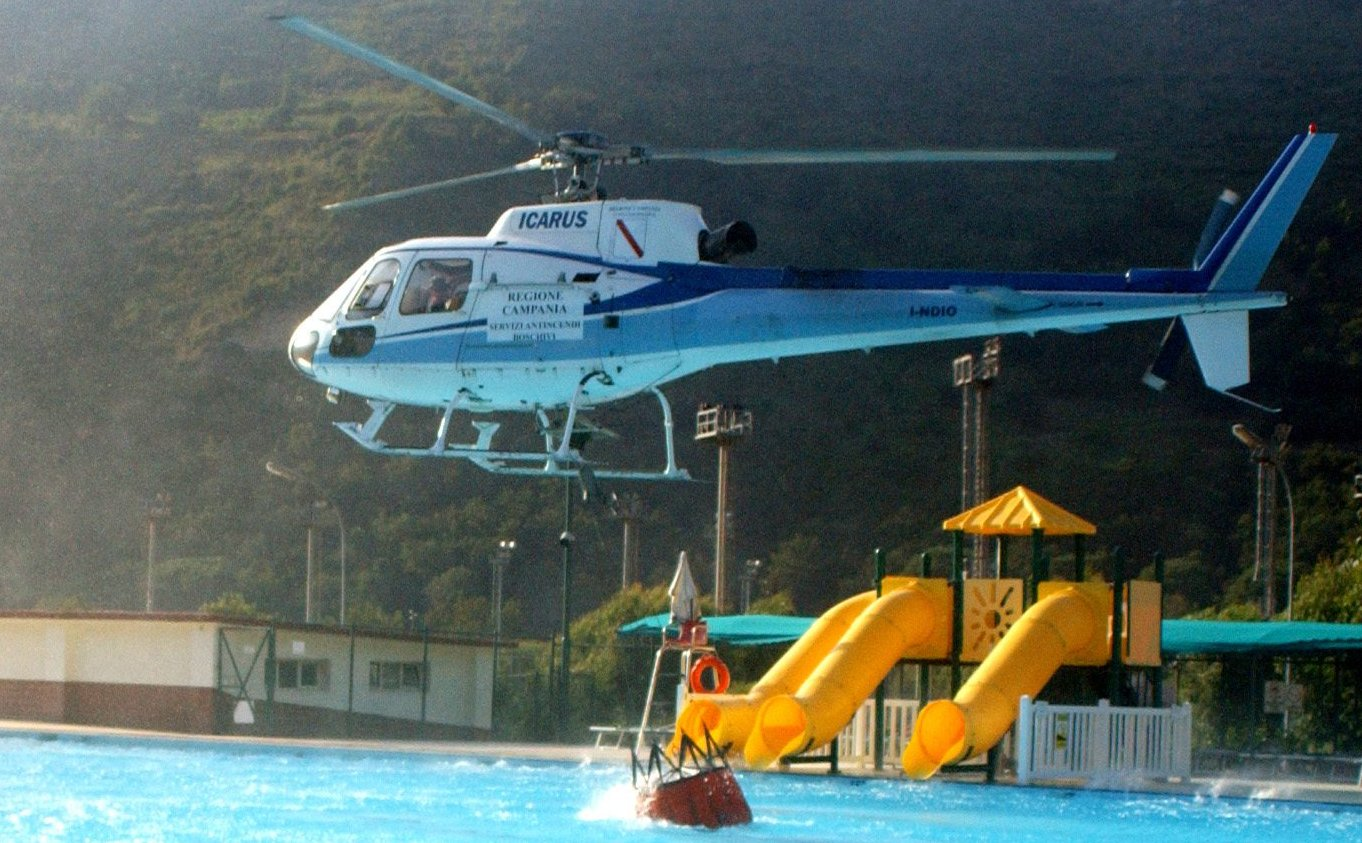
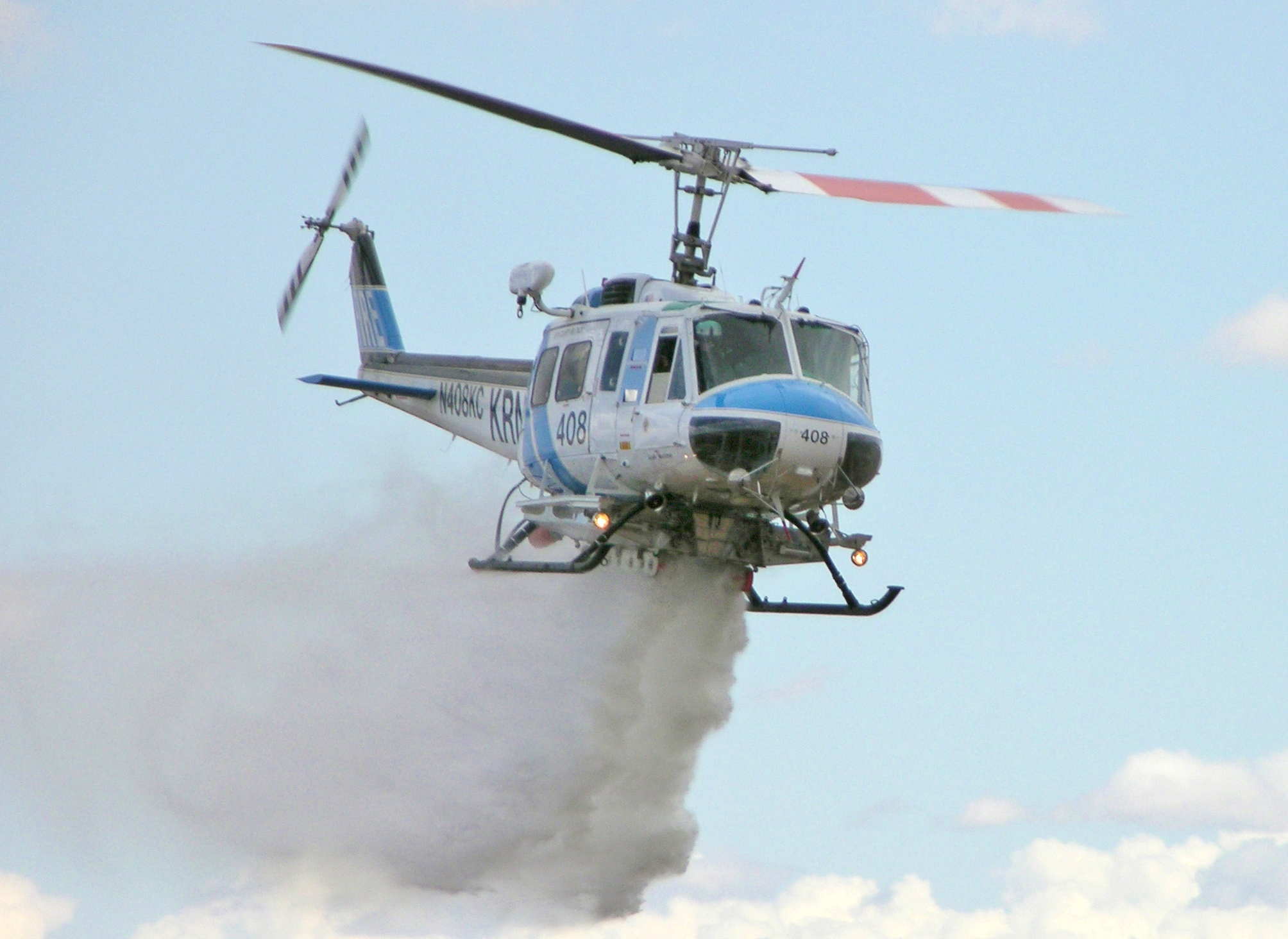
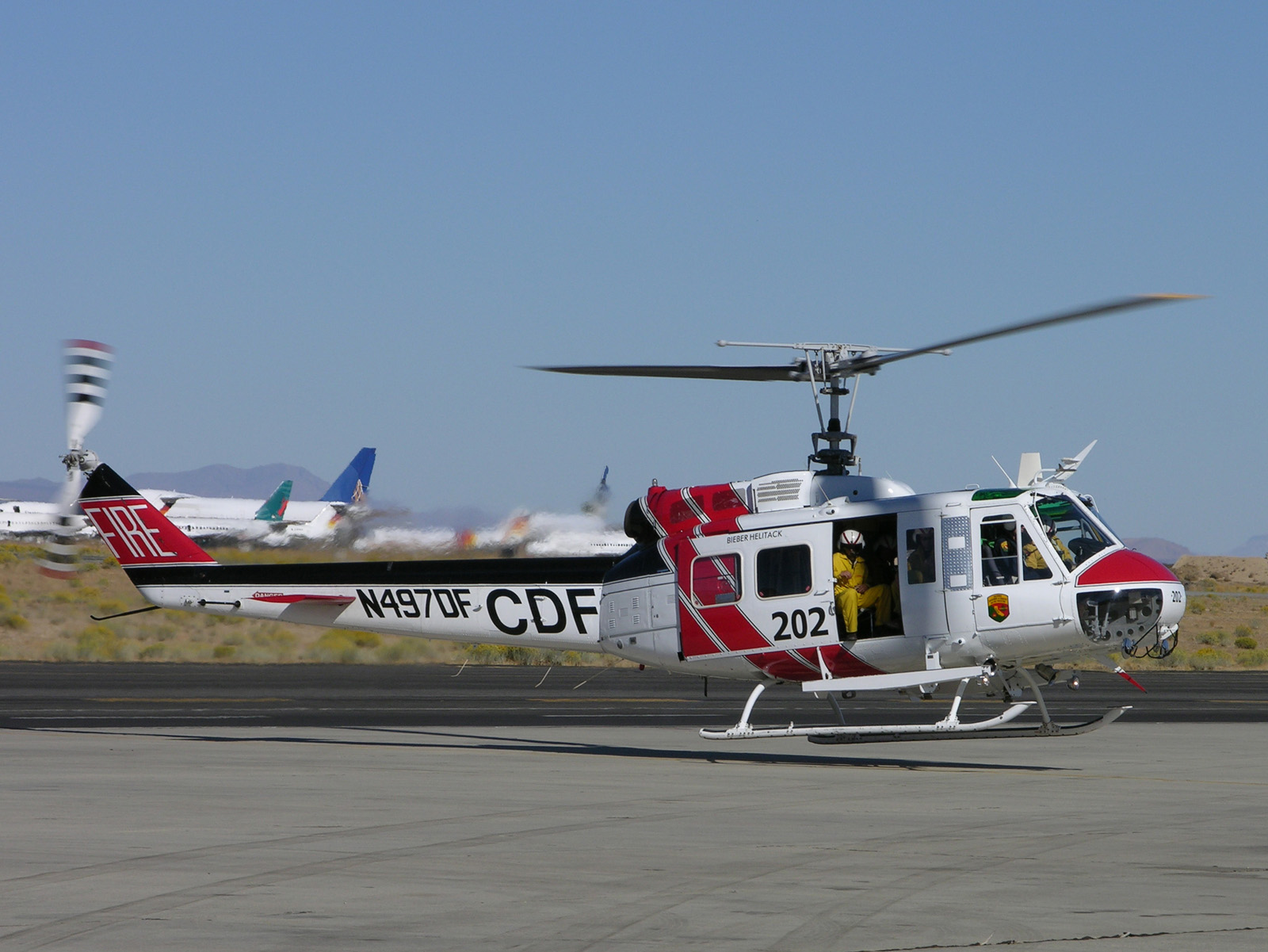
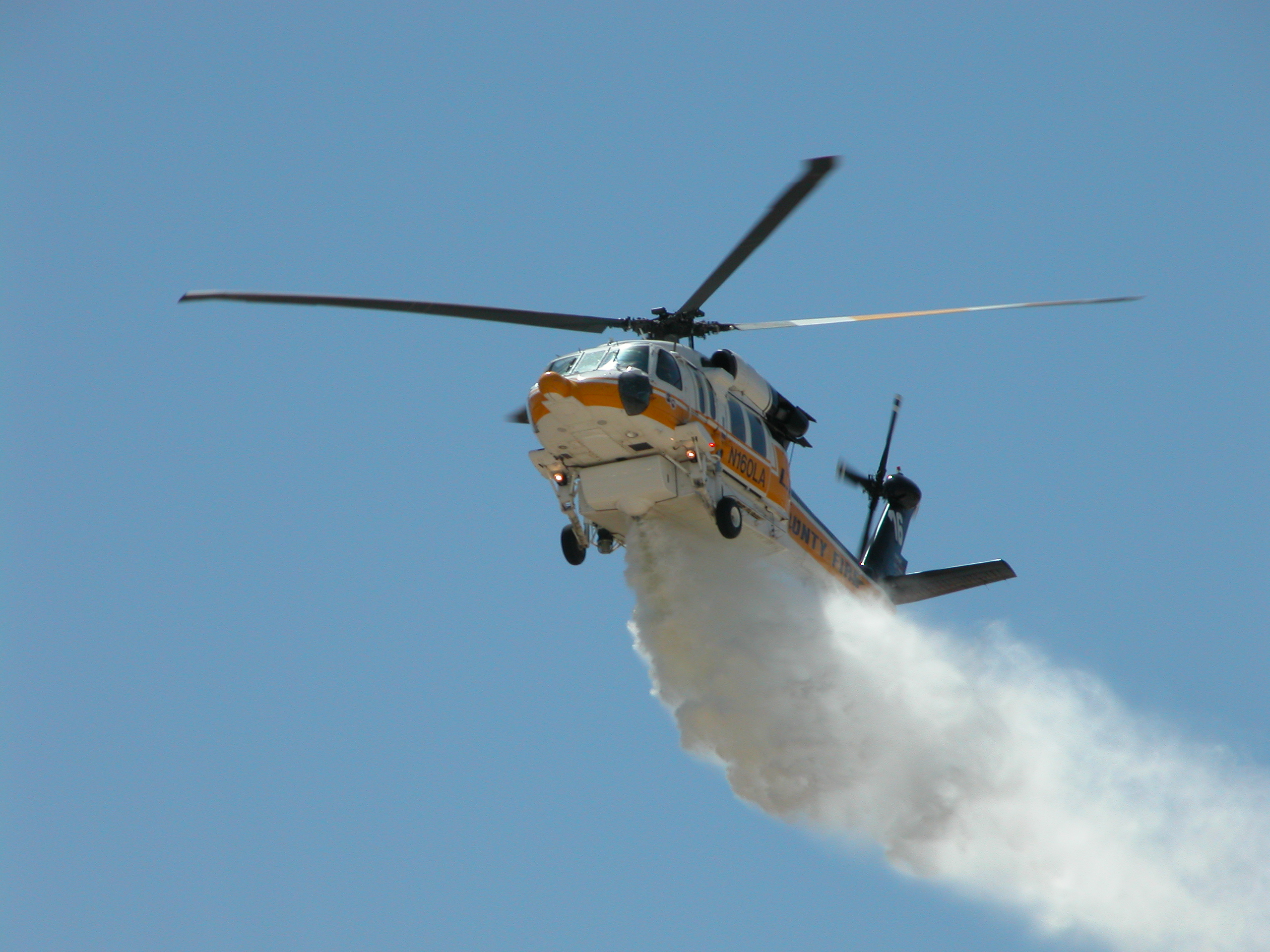
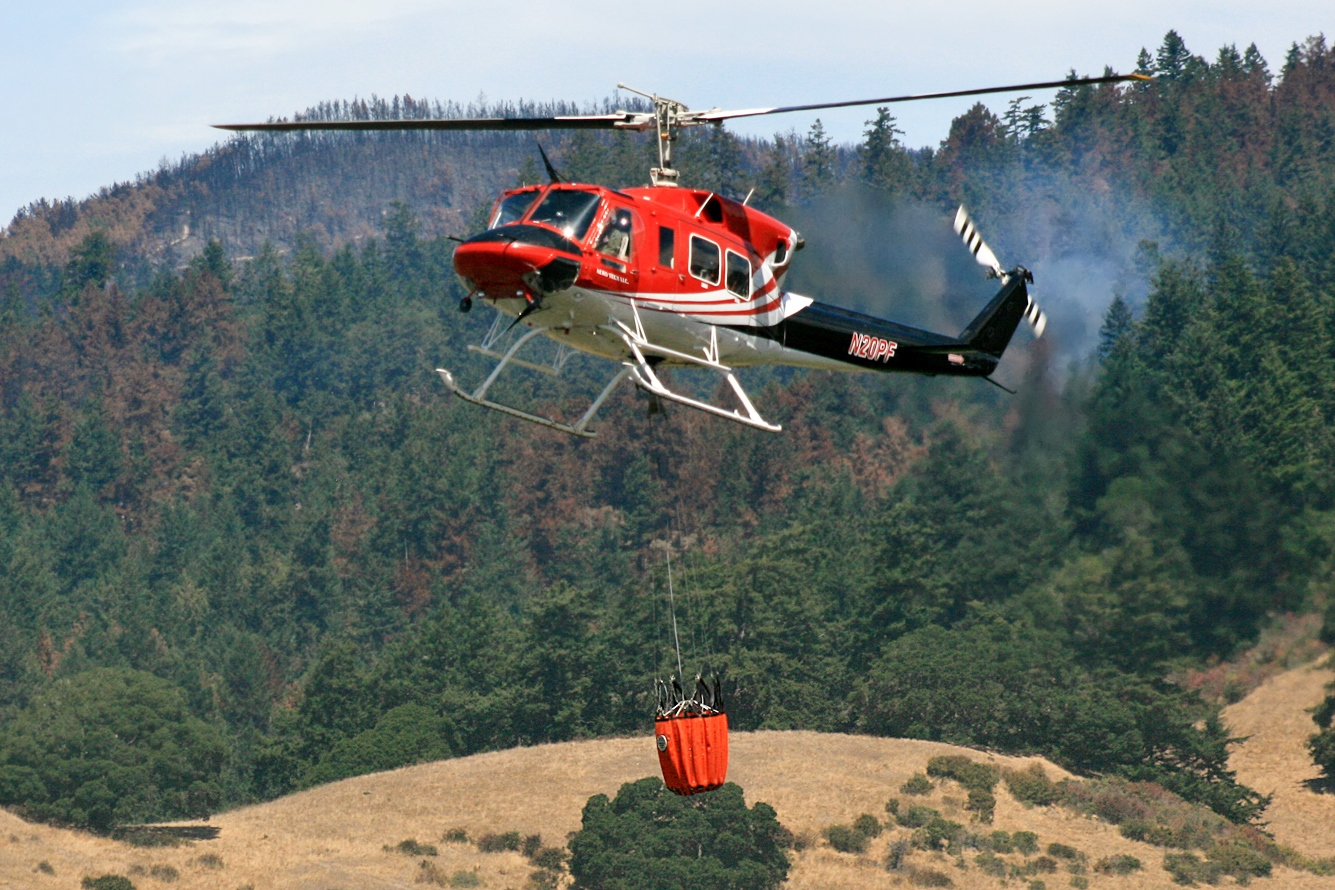
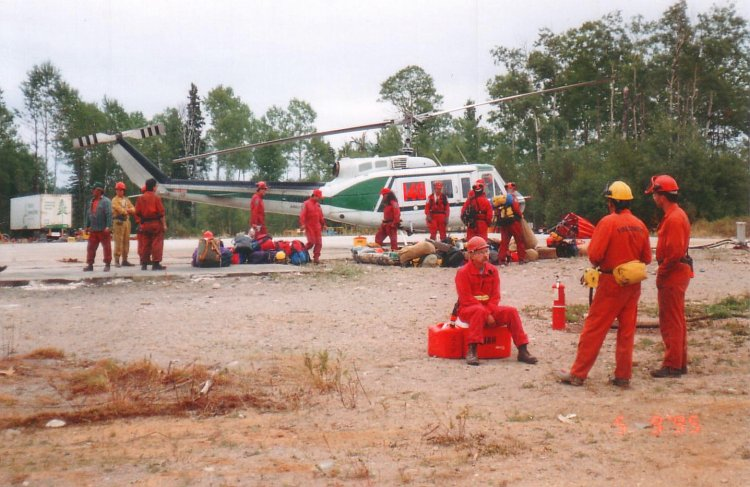
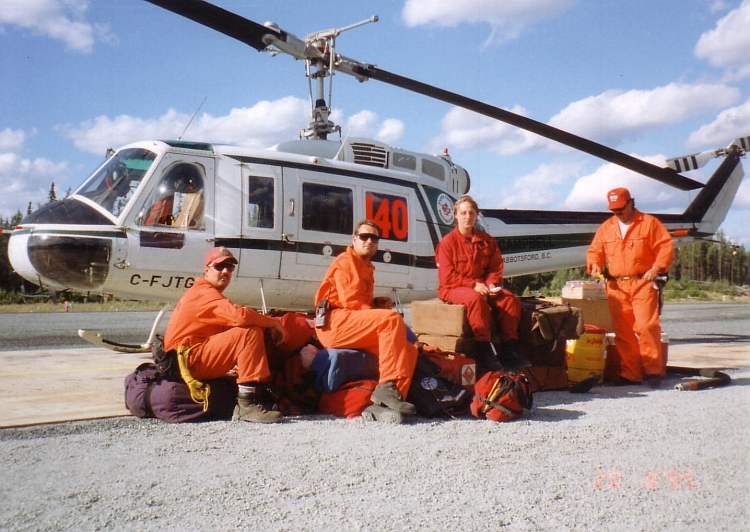
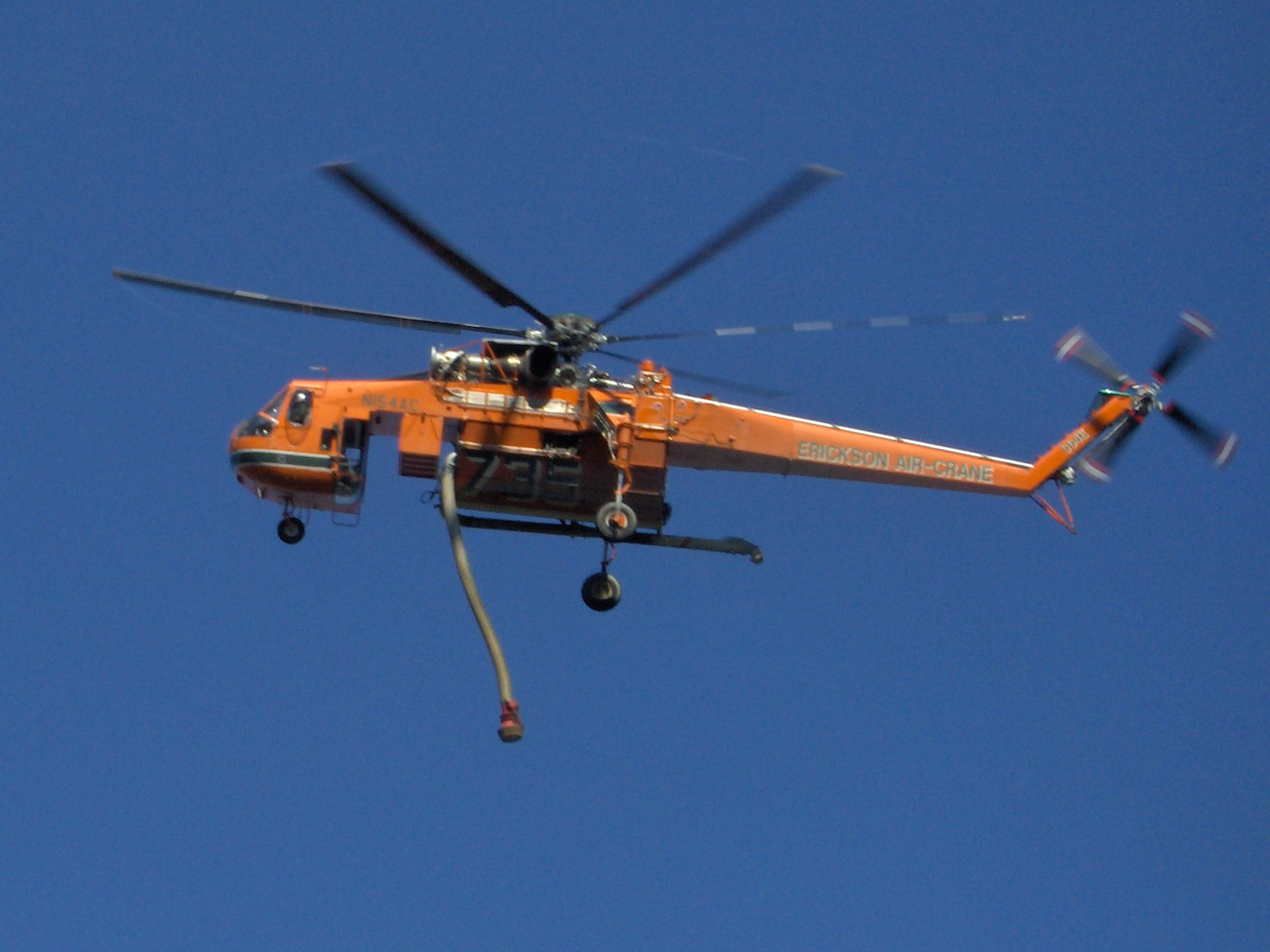